# Clathria fusterna
Clathria fusterna är en svampdjursart som beskrevs av Hooper 1996. Clathria fusterna ingår i släktet Clathria och familjen Microcionidae. Inga underarter finns listade i Catalogue of Life.